# Загрязнение

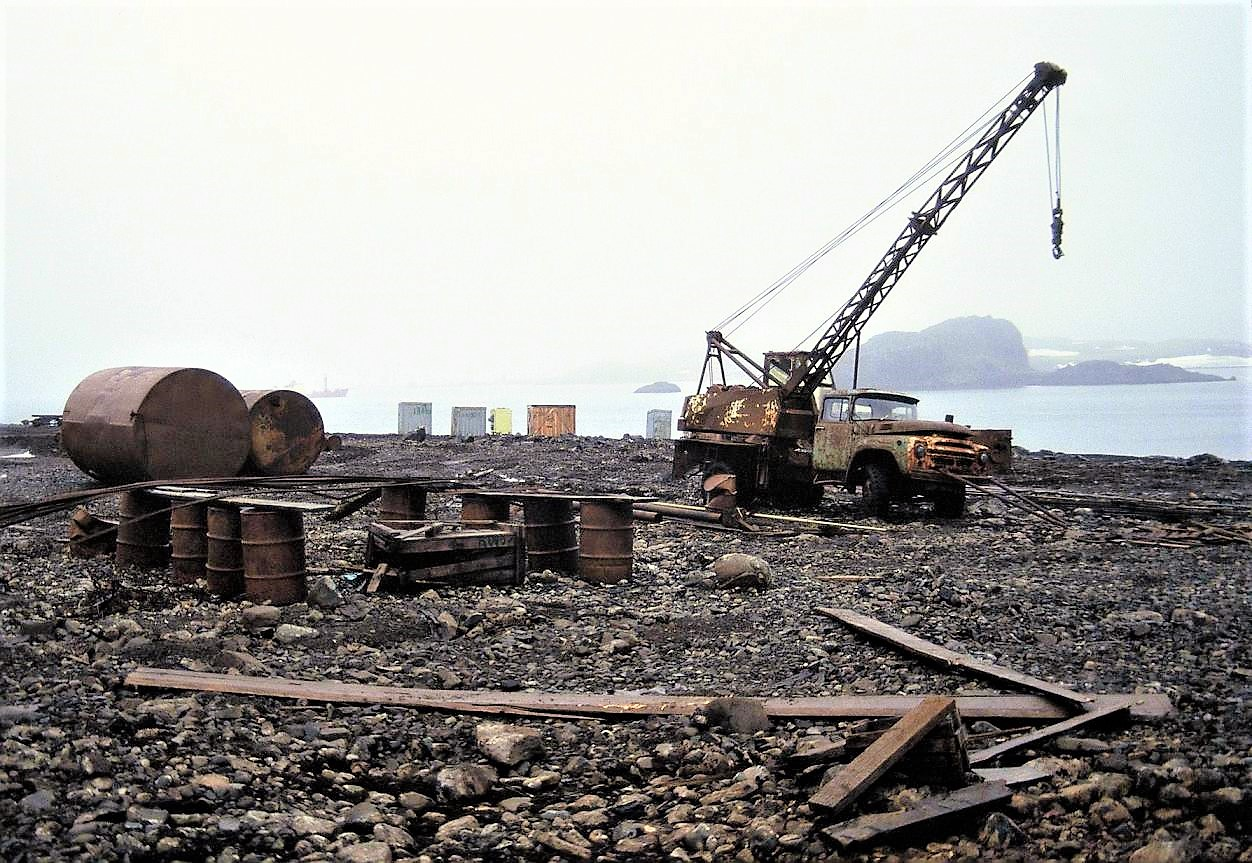
Загрязненная среда вблизи станции Беллинсгаузен, Антарктида

Загрязнение (окружающей среды, природной среды, биосферы) — это привнесение в окружающую среду (природную среду, биосферу) или возникновение в ней новых, обычно не характерных физических, химических или биологических агентов (загрязнителей), или превышение их естественного среднемноголетнего уровня в различных средах, приводящее к негативным воздействиям. В 2015 году от загрязнения погибли 9 миллионов человек в мире.
При определении основного субъекта выделяют антропогенное и естественное загрязнения. Основными объектами являются — почвы, атмосфера и водоёмы. Классификация по видам загрязнения базируется на четырёх составляющих: механическое, физическое, химическое и биологическое. В то же время при классификации по масштабу выделяют локальное, региональное и глобальное загрязнения.
Основные формы загрязнения включают: загрязнение атмосферы Земли, световое загрязнение, мусор, шумовое загрязнение, пластиковое загрязнение, загрязнение почв, радиоактивное загрязнение, тепловое загрязнение, визуальное загрязнение, загрязнение воды.

## История
Загрязнение воздуха всегда сопровождало цивилизации. Загрязнение началось с доисторических времён, когда человек начал создавать первые искусственные пожары. Согласно статье, опубликованной в 1983 году в журнале Science, «сажа, обнаруженная на потолках доисторических пещер, является достаточным доказательством высокого уровня загрязнения, связанного с недостаточной вентиляцией открытого огня». Ковка металла, по-видимому, является ключевым поворотным моментом в создании значительного уровня загрязнения воздуха за пределами домов. Образцы керна ледников Гренландии указывают на увеличение загрязнения, связанного с производством металлов в Древней Греции, Риме и Китае.

## Виды загрязнений
- Биологическое — загрязнителем являются организмы, привнесение и размножение которых несёт нежелательный характер как для человека, так и для экосистем в целом. Проникновение может идти естественным путём, а в некоторых случаях является следствием деятельности человека. В качестве составной части выделяют микробиологическое загрязнение[19].
- Механическое — загрязнение химически и физически инертным мусором среды, которое, как правило, приводит к ухудшению её качеств и оказывает влияние на обитающих в ней организмов. В реальности механическое загрязнение идёт в совокупности с физико-химическим воздействием[20].
- Физическое — загрязнитель приводит к изменению физических параметров среды, среди которых температурно-энергетический (тепловое загрязнение), волновой (световое, шумовое, электромагнитное загрязнения), радиационный (радиоактивное загрязнение) и некоторые другие[21].
- Химическое — загрязнитель приводит к изменению естественных химических свойств среды, выражаемое в повышении их концентрации, либо к проникновению веществ, которые отсутствовали в среде раньше. Примером химического загрязнения является аэрозольное[22].

## Классификация источников загрязнения
| Параметрическое    | Биоценотическое                                               | Стациально-деструктивное          | Ингредиентное                                       | Ингредиентное                                    |
| Параметрическое    | Биоценотическое                                               | Стациально-деструктивное          | Минеральное                                         | Органическое                                     |
| ------------------ | ------------------------------------------------------------- | --------------------------------- | --------------------------------------------------- | ------------------------------------------------ |
| · тепловое         | · комплексный фактор беспокойства                             | · вырубка лесов                   | · продукты сгорания ископаемого топлива             | · бытовые стоки и мусор                          |
| · шумовое          | · нарушение баланса популяции                                 | · эрозия почв                     | · продукты сгорания в двигателях (выхлопные газы) ↔ | · микробиологические препараты                   |
| · световое         | · нерегулируемый сбор, отлов, отстрел                         | · зарегулирование водотоков       | · отходы химической промышленности ↔                | · отходы пищевой промышленности (пищевые отходы) |
| · радиационное     | · случайная и направленная интродукция и акклиматизация видов | · карьерная разработка ископаемых | · аварийные сбросы в акваториях ↔                   | · отходы животноводства                          |
| · электромагнитное | · перепромысел                                                | · дорожное строительство          | · ядохимикаты и удобрения ↔                         | · прочее                                         |
|                    |                                                               | · осушение                        | · нефтедобыча и нефтепереработка ↔                  |                                                  |
|                    |                                                               | · урбанизация                     | · отвалы от горных выработок и терриконы            |                                                  |
|                    |                                                               | · лесные и степные пожары         | · отходы металлургии                                |                                                  |
|                    |                                                               | · прочее                          | · прочее                                            |                                                  |